# ام-اکشن
ام-اکشن (انگلیسی: M-Aktion) یک سازمان غارتگر نازی بود. ام-اکشن که به گروه ضربت رایشلایتر روزنبرگ پیوست، از اوایل سال ۱۹۴۲ تقریباً ۷۰۰۰۰ خانه یهودیان فرانسوی، بلژیکی و هلندی را که یا فرار کرده بودند یا تبعید شده بودند، غارت کرد.